# 卡波 (夏威夷州)
卡波（英語：Kapau）是位於美國夏威夷州夏威夷縣的一個人口普查指定地區。

## 地理
卡波的座標為20°14′05″N 155°48′23″W / 20.23472°N 155.80639°W，而該地最高點為海拔高度124米（即407英尺）。

## 人口
根據2010年美國人口普查的數據，卡波的面積為7.40平方千米，均為陸地。當地共有人口1734人，而人口密度為每平方千米234人。